# Villa haesitans
Villa haesitans är en tvåvingeart som beskrevs av Becker 1916. Villa haesitans ingår i släktet Villa och familjen svävflugor. Inga underarter finns listade i Catalogue of Life.